# كليف تومسون
كليف تومسون (بالإنجليزية: Cliff Thompson)‏ هو لاعب هوكي الجليد أمريكي، ولد في 9 ديسمبر 1918، وتوفي في 6 فبراير 1997.

## وصلات خارجية
- كليف تومسون على موقع دوري الهوكي الوطني (الإنجليزية)
- كليف تومسون على موقع EliteProspects.com (الإنجليزية)
- كليف تومسون على موقع Hockey-Reference.com (الإنجليزية)